# Mołocznyj
Mołocznyj – osiedle typu miejskiego w Rosji, w obwodzie murmańskim. W 2010 roku liczyło 5208 mieszkańców.